# John Searle
John Rogers Searle (* 31. července 1932 Denver, Colorado) je americký filosof a profesor filosofie na University of California v Berkeley, který významně přispěl k rozvoji filosofie jazyka a řečových aktů. V roce 1980 předložil Argument čínského pokoje. V roce 2000 získal cenu Jeana Nicoda.

## Dílo
- Speech Acts: An Essay in the Philosophy of Language (1969)
- The Campus War: A Sympathetic Look at the University in Agony (politické komentáře; 1971)
- Expression and Meaning: Studies in the Theory of Speech Acts (sbírka esejí; 1979)
- Intentionality: An Essay in the Philosophy of Mind (1983)
- Minds, Brains and Science: The 1984 Reith Lectures (sbírka přednášek; 1984); česky: Mysl, mozek a věda (1994)
- Foundations of Illocutionary Logic (John Searle & Daniel Vanderveken; 1985)
- John Searle and His Critics (Ernest Lepore and Robert Van Gulick, eds.; 1991)
- The Rediscovery of the Mind (1992)
- The Construction of Social Reality (1995)
- The Mystery of Consciousness (sbírka recenzí; 1997)
- Mind, Language and Society: Philosophy in the Real World (sbírka raných prací; 1998)
- Rationality in Action (2001)
- Consciousness and Language (sbírka esejí; 2002)
- Freedom and Neurobiology (sbírka přednášek; 2004)
- Mind: A Brief Introduction (přehled práce ve Filosofii mysli; 2004)
- Intentional Acts and Institutional Facts (sbírka esejí; 2007)
- Philosophy in a New Century: Selected Essays (2008)
- Making the Social World: The Structure of Human Civilization (2010)
- Seeing Things as They Are: A Theory of Perception (2015)